# Кікорія Платон Іванович
Платон Іванович Кікорія (1903, село Беслахуба Кодорської дільниці Сухумського округу Кутаїської губернії, тепер Очамчирського району, Абхазія, Республіка Грузія — ?) — радянський діяч, 2-й секретар Абхазького обласного комітету КП(б) Грузії. Депутат Верховної Ради СРСР 1-го скликання. 

## Біографія
Народився в родині селянина-бідняка. У 1917 році закінчив початкове училище, а в 1921 році — семирічну трудову школу в місті Очамчира Сухумського округу.
З березня 1921 по вересень 1923 року — вчитель із ліквідації неписьменності при Арадуській початковій школі в селі Моква Кодорського повіту Абхазької АРСР.
У вересні 1923 — вересні 1927 року — учень Сухумського педагогічного технікуму. У 1925 році вступив до комсомолу.
У вересні 1927 — травні 1928 року — учитель школи селянської молоді в селі Джгерда Очамчирського повіту Абхазької АРСР.
У травні 1928 — лютому 1930 року — секретар Очамчирського повітового комітету ЛКСМ Грузії.
У лютому — жовтні 1930 року — завідувач організаційного відділу Абхазького обласного комітету ЛКСМ Грузії.
У жовтні 1930 — вересні 1931 року — інструктор ЛКСМ Грузії в місті Тифлісі.
Член ВКП(б) з березня 1931 року.
У вересні 1931 — вересні 1932 року — завідувач організаційного відділу партійного комітету Ткварчелбуду в селищі Квезані Абхазької АРСР.
У вересні 1932 — січні 1934 року — секретар партійного комітету Бзибліспапірбуду в селі Калдахвара Абхазької АРСР.
З січня по травень 1934 року — заступник секретаря Очамчирського районного комітету КП(б) Грузії.
У травні 1934 — березні 1935 року — заступник завідувача сільськогосподарського відділу Абхазького обласного комітету КП(б) Грузії.
У березні 1935 — червні 1936 року — завідувач відділу керівних партійних органів Абхазького обласного комітету КП(б) Грузії.
У червні 1936 — лютому 1937 року — заступник секретаря Сухумського міського комітету КП(б) Грузії.
У березні — жовтні 1937 року — 2-й секретар Абхазького обласного комітету КП(б) Грузії.
У жовтні 1937 — травні 1938 року — в. о. 1-го заступника голови Центрального виконавчого комітету (ЦВК) Абхазької РСР.
З травня по вересень 1938 року — 1-й секретар Очамчирського районного комітету КП(б) Грузії.
Рішенням пленуму Абхазького обласного комітету КП(б) Грузії від 20 вересня 1938 року виключений із ВКП(б) як «ворог народу» та знятий із роботи. Заарештований у вересні 1938 року, до жовтня 1939 року перебував у в'язниці в Тбілісі. У вересні 1939 року звільнений із ув'язнення, а 17 липня 1940 року рішенням Абхазького обласного комітету КП(б) Грузії відновлений в членах ВКП(б).
З січня по вересень 1940 року навчався в Сухумському державному педагогічному університеті. З вересня 1940 по вересень 1941 року — студент Московського інституту філософії, літератури та історії імені Чернишевського.
З вересня 1941 року працював вчителем середньої школи в місті Очамчира Абхазької АРСР.
У 1945 році закінчив державний педагогічний інститут у місті Сухумі.
У 1978 році опублікував книгу «Комсомол Абхазії в соціалістичному перетворенні села (1921—1937)».
Перебував на пенсії в Очамчирському районі Абхазької АРСР. Помер після 1991 року.